# Южноамериканский ремнезуб
Южноамериканский ремнезуб (лат. Mesoplodon traversii) — очень редкий и практически неизученный вид зубатых китов  рода ремнезубов , семейства клюворылых. Видовое латинское название дано в честь новозеландского натуралиста Генри Трэверса (1844—1928).
Ремнезубы — это род зубатых китов семейства клюворылых, которые жили еще в эпоху миоцена, около 20 миллионов лет назад. Сейчас известно порядка пятнадцати видов данного подкласса.
На момент 2024 года известно, что на пляж в Новой Зеландии выбросило редчайшего южноамериканского кита - ремнезуба. За всю историю были найдены всего шесть особей данного вида. 
Теперь ученым представилась возможность получить больше сведений об этих морских млекопитающих. Образцы ДНК найденного кита уже переданы на экспертизу в Оклендский университет, а тушу поместили в холодный ангар.
Впервые скелет этого кита был обнаружен в 1872 году — на новозеландском острове Питт нашли нижнюю челюсть и два зуба неведомого морского животного. Вид получил название «южноамериканский ремнезуб» С 1800-х годов во всем мире было обнаружено всего шесть особей.
Внешне все эти киты похожи, так как все же являются отдельным видом: их тело достигает в длину от 4 до 7 метров, окрас спины темный, а брюхо чуть светлее того же оттенка
От других китов ремнезубы отличаются узким, вытянутым клювом, в котором по нижней челюсти располагаются уплощенные зубы. 

## История изучения
Первые описания относятся ко второй половине XIX века, однако долгое время в распоряжении учёных были лишь отдельные костные фрагменты. В 2010 году на одном из новозеландских пляжей были обнаружены самец и самка, выброшенные на берег. Сначала их приняли за китов другого вида — ремнезубов Грея. Однако в 2012 году в результате экспертизы было установлено, что киты принадлежат к малоизученному виду, сохранность которого в природе была под сомнением.
В 2024 году еще одного кита выбросило на берег Новой Зеландии. Его не удалось спасти, поэтому тушу передали для изучения.